# Campionato francese di rugby a 15 1898-1899
Il Campionato francese di rugby a 15 1898-1899 fu vinto dallo SBUC  che sconfisse lo Stade français in finale.
La finale oppose le rappresentanti di una squadra di provincia, Lo Stade bordelais che superò lo Stade Olimpique di Tolosa  (3-0) e il FC Lyon per rinuncia, alla squadra campione di Parigi, lo Stade français.
Fu il primo titolo conquistato da un club di provincia dalla creazione del campionato.

## Fase a gironi
Lo Stade français vinse il campionato di prima divisione delle squadre di Parigi davanti al Racing Club di Francia grazie ad una vittoria per 5-3. A seguire l'Olympique, le Cosmopolitan Club, la Ligue Athlétique e l'Union Athlétique.
La classifica della seconda divisione fu invece: 1. Association Vélocipédique d'Amateurs (6pts) ; 2. Sporting Club Amateurs (3pts), Association Sportive Internationale (3pts) ; 4. Athlétique (0pt).
Le FC Lyon terminò al primo posto tra le squadre di Lione battendo nettamente il Lycée Ampère.

## La finale
Sistema di punteggio: meta = 3 punti, Trasformazione=2 punti.Punizione e calcio da mark=  3 punti. drop = 4 punti. 
| Arbitro: | Paul Cartault |

| |            | |
| mete: 1 trasf.: 1 | Marcatori  | mete: 1 |
| Louis Soulé, Pascal Laporte, Campbell Cartwright, Jean Guirault, Charles Robert, Arthur Harding, Paul Lauga, La Jebonne, Georges Marx, Henri Houssemont, Carlos Deltour, Roger Saint-Bonnet, Pierre Terrigi, Charles Veuillet, Marc Giacardy | Formazioni | P. do Rio Branco da Silva Paranhos, Constantin Henriguez, Maurice Moulu, Auguste Giroux, Robert de Brune, Henri Amand, G.Dubois, Louis Dedet, Marie-Raymond Bellencourt, Edmond Mamelle, Robert Blanchard, Félix Herbert, Julien Combe, A. Heinard, J.A. Bernard |